# Creative Computing
Creative Computing fue una revista estadounidense sobre informática publicada de 1974 a 1985.
Fue una de las pioneras en la cobertura de la revolución de los microcomputadores, englobando los campos de la informática para aficionados y doméstica en un lenguaje mucho más accesible que el empleado en la revista contemporánea BYTE. La revista fue fundada por David H. Ahl, quien la vendió a Ziff Davis a inicios de la década de 1980. Entre sus colaboradores regulares estaban Robert Swirsky y John J. Anderson. Entre sus colaboradores esporádicos se encontraba Ted Nelson, más conocido posteriormente por la invención del hipertexto. La revista incluía regularmente listados en BASIC de utilidades y juegos.